# Парк Розали Мортон
Парк Розали Мортон је градски парк у Београду у насељу Дедиње на општини Савски венац. Налази се између улица Хероја Милана Тепића и Булевар кнеза Александра Карађорђевића, преко пута Болнице др Драгиша Мишовић. Име је добио по америчкој докторки и добротвору Розали Мортон која је учествовала у помагању рањеницима на Солунском фронту, а касније је основала и три болнице у Србији.
Парк захвата површину од 0,3 хектара и има облик неправилног троугла. У оквиру њега се налази пешачка стаза са клупама и уређене зелене површине са бројним стаблима. У источном делу су смештена два угоститељска објекта.

## Галерија
- Парковско зеленило
- Објекти у парку
- Стаза и травњак
- Табла с називом